# James A. Contner
James Atwater Contner é cinematógrafo, diretor e produtor de televisão estadunidense. Seus trabalhos notáveis inclui episódios de séries, tais como, Miami Vice, Angel, Buffy the Vampire Slayer, Firefly e Star Trek: Enterprise. E também em filmes, assim como One Hot Summer Night (1998), and Shark Swarm (2008).